# (363504) Belleau
(363504) Belleau est un astéroïde de la ceinture principale.

## Description
(363504) Belleau est un astéroïde de la ceinture principale. Il fut découvert le 18 octobre 2003 à Saint-Sulpice (Oise) par l'Observatoire de Saint-Sulpice. Il présente une orbite caractérisée par un demi-grand axe de 2,41 UA, une excentricité de 0,11 et une inclinaison de 5,8° par rapport à l'écliptique.

## Compléments